# Igor Lewczuk
Igor Lewczuk, né le 30 mai 1985 à Białystok, est un footballeur international polonais évoluant au poste de défenseur central au Znicz Pruszków.

## Biographie

### Débuts dans les divisions inférieures
Natif de Białystok, Igor Lewczuk fait ses débuts avec le club local de l'Hetman Białystok, pensionnaire de quatrième division polonaise. Pendant quatre années, il joue à chaque fois la montée, mais sans succès. En effet, l'Hetman finit deuxième en 2003, et troisième les trois fois de suite. En 2006, il signe au Znicz Pruszków, et monte d'une division. Là aussi, il dispute quasiment tous les matches. Au sein du premier groupe, Pruszków termine largement en tête, et accède donc à la deuxième division. Lewczuk continue à impressionner, et joue une nouvelle fois la montée avec le Znicz. Très vite, il est contacté par plusieurs clubs de première division, et rejoint à l'hiver le Zagłębie Lubin. Le 4 décembre, il joue son premier match avec Lubin en Coupe de la Ligue, contre le Lech Poznań. Mais son transfert tarde à se finaliser, le club champion en titre connaissant des problèmes administratifs. Finalement, il retourne à Pruszków, le Zagłębie étant sanctionné et relégué pour corruption. À Pruszków, Lewczuk participe à tous les autres matches, et rate de très peu l'accession à la première division (d'un but exactement). De nouveau sur le départ, il signe le 30 juin un contrat de trois ans au Jagiellonia Białystok, qui le supervisait déjà depuis trois ans. Le montant du transfert est de quatre cent mille złotys.

### Joueur de première division à Białystok
Le 10 août 2008, il dispute son premier match sous les couleurs du Jagiellonia, contre l'Arka Gdynia, l'équipe qui l'avait privé de la montée la saison précédente. En quelques jours, il se fait une place dans le onze de départ de Michał Probierz. Avec vingt-six matches au compteur toutes compétitions confondues, il est le sixième joueur le plus utilisé par son entraîneur. Huitième en 2009, le Jaga commence la saison suivante avec dix points de pénalité, ce qui ne l'empêche pas de bien figurer en championnat. Le club gagne même le premier titre de son histoire, en battant en finale de la Coupe de Pologne le Pogoń Szczecin. Qualifié pour la Ligue Europa, il se renforce naturellement à l'intersaison, en engageant par exemple l'international lituanien Tadas Kijanskas. Barré à son poste, Lewczuk est relégué en équipe réserve, puis prêté en janvier 2011 au Piast Gliwice.

### Arrivée en France au FC Girondins de Bordeaux
Il réalise un bon début de saison  en Ligue 1 et inscrit son premier but lors d'un déplacement à Guingamp. Il marque d'une tête opportuniste à la suite d'un coup franc tiré par Valentin Vada.
En juin 2019, le club décide de ne pas le prolonger. Il quitte ainsi le club après trois saisons.

## Statistiques détaillées
| Saison                | Club                     | Championnat           | Championnat | Championnat | Championnat | Coupe(s) nationale(s) | Coupe(s) nationale(s) | Coupe(s) nationale(s) | Supercoupe | Supercoupe | Supercoupe | Compétition(s) continentale(s) | Compétition(s) continentale(s) | Compétition(s) continentale(s) | Compétition(s) continentale(s) | Pologne | Pologne | Pologne | Total | Total | Total |
| Saison                | Club                     | Division              | M.          | B.          | P.d.        | M.                    | B.                    | P.d.                  | M.         | B.         | P.d.       | Comp.                          | M.                             | B.                             | P.d.                           | M.      | B.      | P.d.    | M.    | B.    | P.d.  |
| 2007-2008             | Znicz Pruszków           | I liga                | 32          | 3           | 1           | -                     | -                     | -                     | -          | -          | -          | -                              | -                              | -                              | -                              | -       | -       | -       | 32    | 3     | 1     |
| Sous-total            | Sous-total               | Sous-total            | 32          | 3           | 1           | -                     | -                     | -                     | -          | -          | -          | -                              | -                              | -                              | -                              | -       | -       | -       | 32    | 3     | 1     |
| 2008-2009             | Jagiellonia Białystok    | Ekstraklasa           | 23          | 0           | 1           | 1                     | 0                     | 0                     | -          | -          | -          | -                              | -                              | -                              | -                              | -       | -       | -       | 24    | 0     | 1     |
| 2009-2010             | Jagiellonia Białystok    | Ekstraklasa           | 26          | 1           | 1           | 6                     | 0                     | 0                     | -          | -          | -          | -                              | -                              | -                              | -                              | -       | -       | -       | 32    | 1     | 1     |
| 2010-2011             | Jagiellonia Białystok    | Ekstraklasa           | 1           | 0           | 0           | 2                     | 0                     | 0                     | -          | -          | -          | C3                             | 1                              | 0                              | 0                              | -       | -       | -       | 4     | 0     | 0     |
| Sous-total            | Sous-total               | Sous-total            | 50          | 1           | 2           | 9                     | 0                     | 0                     | -          | -          | -          | -                              | 1                              | 0                              | 0                              | -       | -       | -       | 60    | 1     | 2     |
| 2011                  | Piast Gliwice            | I liga                | 12          | 0           | 1           | -                     | -                     | -                     | -          | -          | -          | -                              | -                              | -                              | -                              | -       | -       | -       | 12    | 0     | 1     |
| Sous-total            | Sous-total               | Sous-total            | 12          | 0           | 1           | -                     | -                     | -                     | -          | -          | -          | -                              | -                              | -                              | -                              | -       | -       | -       | 12    | 0     | 1     |
| 2011-2012             | Ruch Chorzów             | Ekstraklasa           | 18          | 1           | 0           | 4                     | 0                     | 0                     | -          | -          | -          | -                              | -                              | -                              | -                              | -       | -       | -       | 22    | 1     | 0     |
| 2012-2013             | Ruch Chorzów             | Ekstraklasa           | 19          | 0           | 0           | 3                     | 0                     | 1                     | -          | -          | -          | C3                             | 2                              | 0                              | 0                              | -       | -       | -       | 24    | 0     | 1     |
| Sous-total            | Sous-total               | Sous-total            | 37          | 1           | 0           | 7                     | 0                     | 1                     | -          | -          | -          | -                              | 2                              | 0                              | 0                              | -       | -       | -       | 46    | 1     | 1     |
| 2013-2014             | Zawisza Bydgoszcz        | Ekstraklasa           | 36          | 1           | 4           | 8                     | 0                     | 2                     | -          | -          | -          | -                              | -                              | -                              | -                              | 2       | 0       | 0       | 46    | 1     | 6     |
| Sous-total            | Sous-total               | Sous-total            | 36          | 1           | 4           | 8                     | 0                     | 2                     | -          | -          | -          | -                              | -                              | -                              | -                              | 2       | 0       | 0       | 46    | 1     | 6     |
| 2014-2015             | Legia Varsovie           | Ekstraklasa           | 22          | 1           | 0           | 4                     | 0                     | 0                     | 1          | 0          | 0          | C3                             | 1                              | 0                              | 0                              | -       | -       | -       | 28    | 1     | 0     |
| 2015-2016             | Legia Varsovie           | Ekstraklasa           | 29          | 1           | 1           | 6                     | 1                     | 0                     | 1          | 0          | 1          | C3                             | 8                              | 0                              | 1                              | -       | -       | -       | 44    | 2     | 3     |
| 2016-2017             | Legia Varsovie           | Ekstraklasa           | 5           | 1           | 0           | 1                     | 0                     | 0                     | 1          | 0          | 0          | C1                             | 6                              | 0                              | 0                              | -       | -       | -       | 13    | 1     | 0     |
| Sous-total            | Sous-total               | Sous-total            | 56          | 3           | 1           | 11                    | 1                     | 0                     | 3          | 0          | 1          | -                              | 15                             | 0                              | 1                              | -       | -       | -       | 85    | 4     | 3     |
| 2016-2017             | FC Girondins de Bordeaux | Ligue 1               | 25          | 1           | 0           | 8                     | 0                     | 0                     | -          | -          | -          | -                              | -                              | -                              | -                              | -       | -       | -       | 33    | 1     | 0     |
| 2017-2018             | FC Girondins de Bordeaux | Ligue 1               | 7           | 0           | 0           | -                     | -                     | -                     | -          | -          | -          | C3                             | 2                              | 0                              | 0                              | -       | -       | -       | 9     | 0     | 0     |
| 2018-2019             | FC Girondins de Bordeaux | Ligue 1               | 6           | 0           | 0           | -                     | -                     | -                     | -          | -          | -          | C3                             | 7                              | 0                              | 0                              | -       | -       | -       | 13    | 0     | 0     |
| Sous-total            | Sous-total               | Sous-total            | 38          | 1           | 0           | 8                     | 0                     | 0                     | -          | -          | -          | -                              | 9                              | 0                              | 0                              | -       | -       | -       | 55    | 1     | 0     |
| Total sur la carrière | Total sur la carrière    | Total sur la carrière | 261         | 10          | 9           | 43                    | 1                     | 3                     | 3          | 0          | 1          | -                              | 27                             | 0                              | 1                              | 2       | 0       | 0       | 336   | 11    | 14    |

## Palmarès
- Championnat de Pologne : 2016 et 2017
- Vainqueur de la Coupe de Pologne : 2010,  2014, 2015 et 2016
- Champion de troisième division polonaise : 2007